# The Pinker Tones
The Pinker Tones — музыкальный дуэт из Барселоны, создающий музыку в стиле поп, электроника и т. п. На сегодняшний день выпустили несколько альбомов и продолжают творческую деятельность.

## Фабула
The Pinker Tones образовали музыканты испано-немецкого происхождения под псевдонимами Профессор Мансо и Мистер Фурия. Отличительная особенность их музыкального стиля это красочная, яркая (в переносном смысле) электронная музыка, «прожжённая» испанскими и латиноамериканскими мотивами. Здесь можно проследить связь с названием группы (pinker tones по-русски «розоватые тона»), что говорит о яркости и цветовой насыщенности музыки. Один из альбомов называется The Million Colour Revolution, тематика которого как раз посвящена цветам.

## История
В 2003 году дуэт выпустил дебютный альбом The Pink Connection. В Японии выпускался с изменённым названием Mission Pink. Позднее было выпущено переиздание под названием The BSN Connection.

## Дискография
- 2012 — Life in Stereo
- 2010 — Modular
- 2008 — Wild Animals
- 2007 — More Colours!
- 2005 — The Million Colour Revolution
- 2004 — The BSN Connection